# بندة (فيروزة)
بندة (بالفارسية: بنده) هي قرية تقع في قسم طاغنكوة الشمالي الريفي في إيران. يقدر عدد سكانها بـ 61 نسمة .